# Magnus Wassén
Sten Magnus Wassén (* 1. September 1920 in Partille; † 23. Juni 2014 in Göteborg) war ein schwedischer Segler.

## Erfolge
Magnus Wassén, der Mitglied im Göteborgs Kungliga Segelsällskap war, nahm in der 5,5-m-Klasse bei den Olympischen Spielen 1952 in Helsinki teil. Er war dabei neben Carl-Erik Ohlson Crewmitglied der Hojwa, als deren Skipper sein Bruder Folke Wassén fungierte. Sie gewannen zwar zwei der insgesamt sieben Wettfahrten, verpassten aber aufgrund schwächerer Ergebnisse in den übrigen Wettfahrten die Spitze und belegten mit 4554 Punkten den dritten Platz hinter Britton Chances Complex II aus den Vereinigten Staaten und Peder Lundes Encore aus Norwegen, womit sie die Bronzemedaille erhielten.